# Sacbé

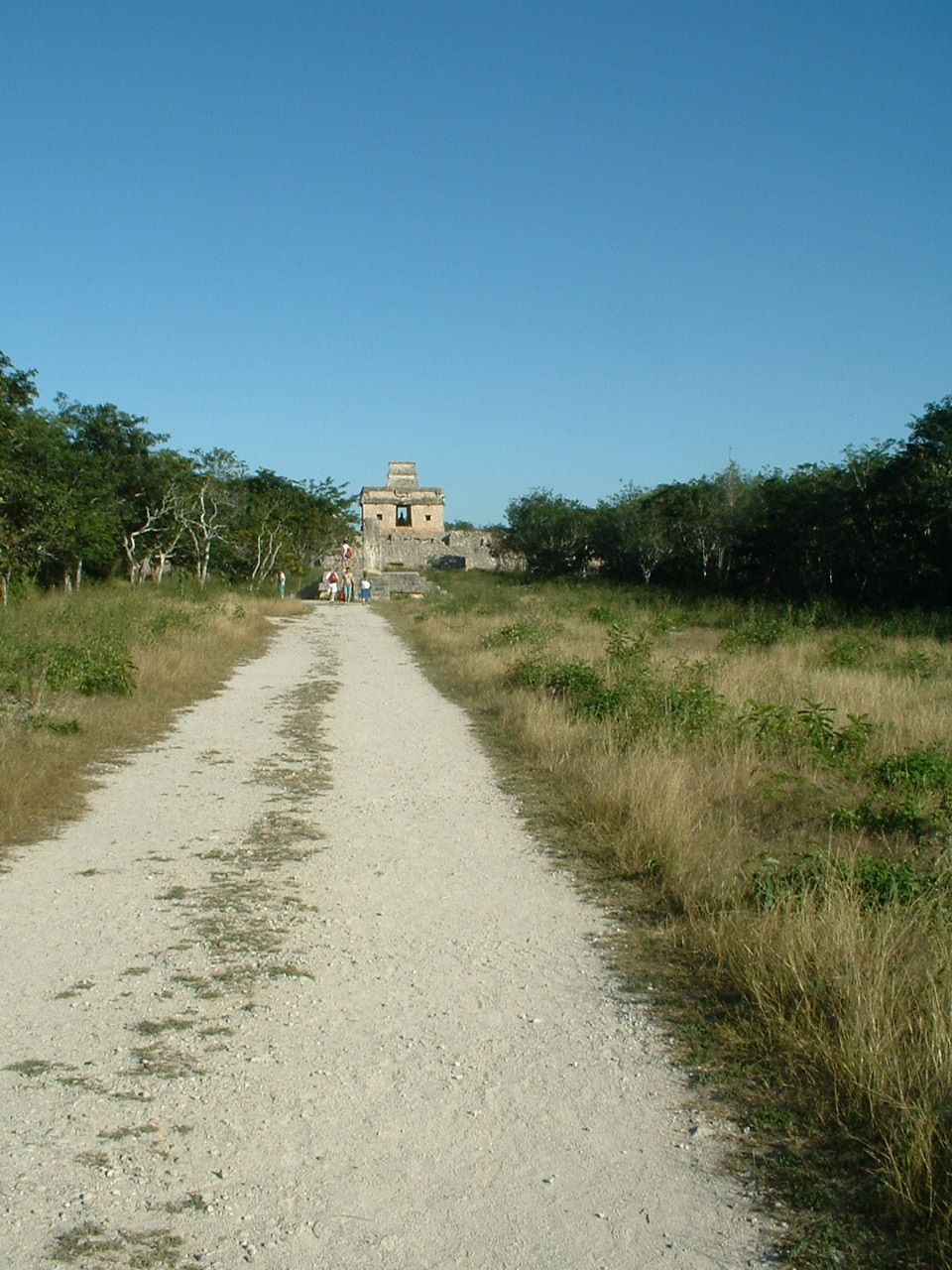
Sacbé a Dzibilchaltún (Yucatán).

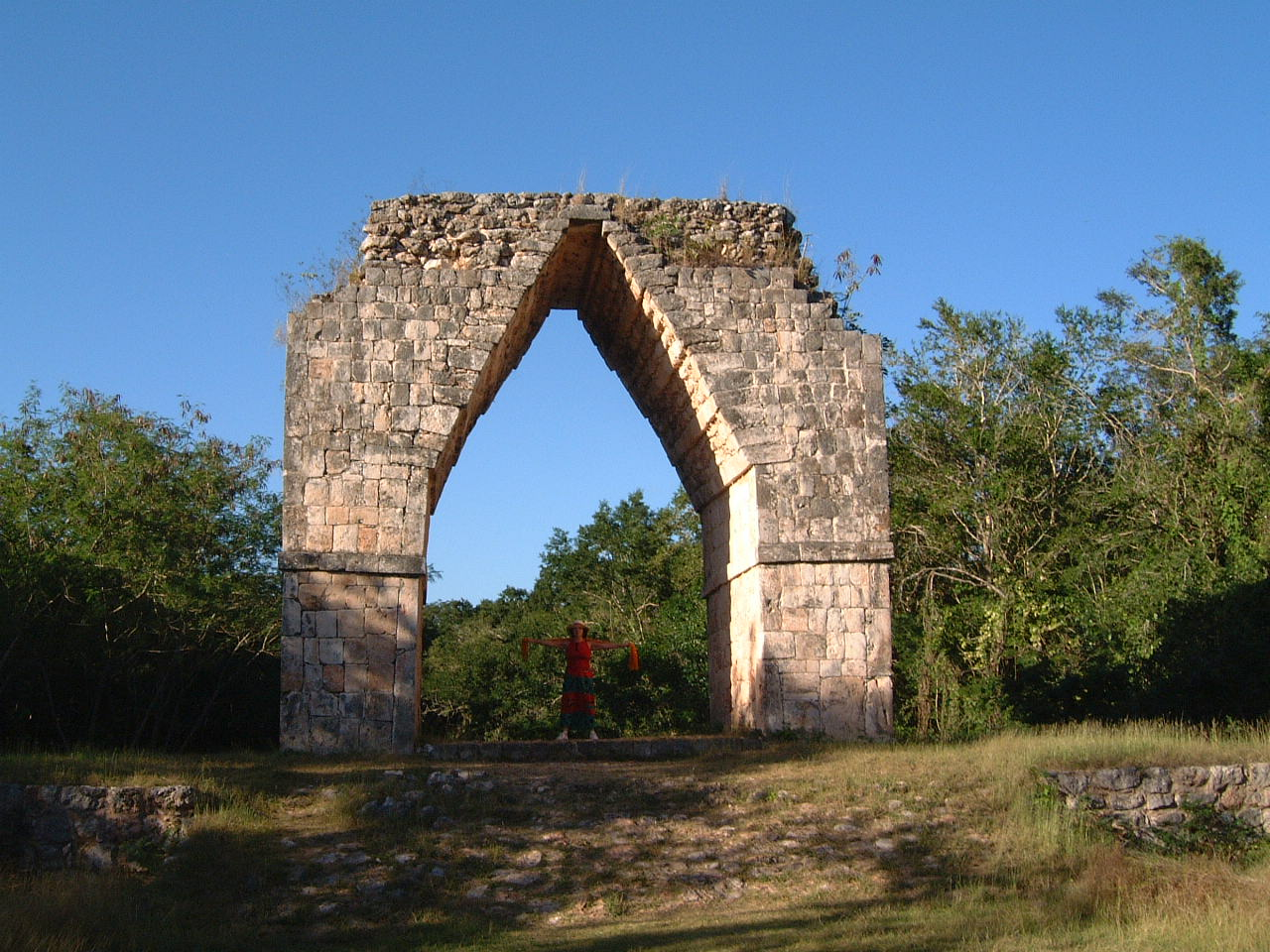
Ingresso al sacbé di Kabah(Yucatán).

Il Sacbé (plurale Sacbeob, dal maya quiché «saq′i b′e», strada bianca), è una tipica strada della civiltà maya. 
Si trattava di massicciate sopraelevate ricoperte di stucco bianco, larghe da 4 a 20 m e lunghe sino a 300 km. Generalmente collegavano piazze, templi o altri elementi architettonici all'interno delle città, ma talora servivano da collegamento tra diverse città. 
I sacbeob dello Yucatán sono i più conosciuti: il più noto è probabilmente quello di Chichén Itzá, che collega il gruppo architettonico del Castillo con il Cenote sacro. Un altro sacbé molto famoso, e tuttora ben conservato, è quello che collega i siti di Uxmal e Kabah, delimitato alle due estremità da due archi monumentali. Per molto tempo il sacbé più lungo è stato considerato quello, di circa 100 km, che univa Cobá e Yaxuná; recentemente sono stati riportati alla luce i resti di un sacbé che univa le città di T'Hó (la odierna Mérida) con i siti di Izamal e Puerto Morelos, coprendo una distanza di circa 300 km.
I sacbeob erano importanti vie di comunicazione e di commercio ma avevano anche una importanza rituale e religiosa. Lo studioso della civiltà maya John Lloyd Stephens riferiva, nel 1840, che gli indigeni ogni volta che sul loro cammino incrociavano un sacbé, anche se oramai ricoperto dalla vegetazione, si fermavano per recitare una orazione.
In epoca moderna molti sacbeob sono stati usati come base per la costruzione di strade asfaltate o di linee ferroviarie.